# فن‌بنزامین
فن‌بنزامین(به انگلیسی: Phenbenzamine) (Antergan) یک آنتی‌هیستامین با خاصیت آنتی‌کولینرژیک است.

## سنتز

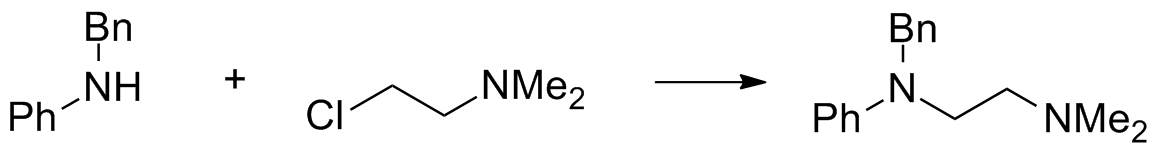
سنتز فن‌بنزامین: